# 박세현 (1975년)
박세현(朴世鉉, 1975년 ~ )은 대한민국의 검사로, 현재 서울고등검찰청 검사장으로 재직 중이다.

## 검사 재직
현대고등학교와 서울대학교 법학과를 졸업했으며, 사법연수원 29기를 수료했다. 2003년 서울지방검찰청에서 검사로 임관한 이후 법무부 형사기획과 검사, 서울동부지검 형사6부장검사, 법무부 형사기획과장 등 다양한 직책을 역임했다. 
2019년에는 서울중앙지검의 초대 전문공보관으로 활동하였고, 이후 부산지검 동부지청장, 대검찰청 형사부장, 서울동부지검장을 거쳐 2024년 9월 서울고검장으로 임명됐다.
2024년 12월에는 윤석열 대통령의 내란 혐의 고발 사건을 수사하기 위해 구성된 비상계엄 특별수사본부의 본부장으로 임명되어 수사를 지휘하고 있다.

## 가족
부친은 김대중 정부 시절 검찰총장을 지낸 박순용 전 총장이며, 외할아버지는 김용제 전 서울지검장이다.